# Otrávená studnice
Otrávená studnice (v anglickém originále Poisoning the Well) je 7. epizoda I. série sci-fi seriálu Hvězdná brána: Atlantida.

## Obsah epizody
Tým majora Shepparda přichází na planetu obydlenou lidmi, kteří se nacházejí přibližně na úrovni pozemšťanů 50. let 20. století. Zdejší obyvatelé pod vedením výzkumnice Perny po generace pracují na léku, který by zabránil Wraithům napadat lidi. Nacházejí se velmi blízko cíle. Doktor Beckett jim nabídne pomoc a po krátké době skutečně lék dokončí. Zbývá jej otestovat.
Doktor Beckett (se souhlasem doktorky Weirové) nabídne na pokus Wraitha, kterého dříve zajali a nyní drží na Atlantidě. Wraith o testu pochopitelně neví, major Sheppard mu nabídne jídlo za informace. Dobrovolník (nevyléčitelně nemocný muž) souhlasí s experimentálním podáním léku. Následně je zavřen do klece s hladovým Wraithem. Ten jej napadne, ale není schopen sát. Lék je tedy účinný na 100%. Výzkumníci – kromě doktora Becketta – jsou úspěchem nadšeni a chtějí okamžitě naočkovat celou populaci. Beckett je zdrženlivý a vyžaduje další výzkum. Sheppard namítá, že jakmile Wraithi zjistí, že jsou pro ně zdejší obyvatelé nepoživatelní, zaútočí a vyhladí je. Pokusný pacient zatím umírá a brzy zemře i Wraith, v jehož těle se při pitvě najde vysoká koncentrace léku. Beckett protestuje proti zahájení očkování, ale dovídá se, že první vlna vakcinace už proběhla.
Brzy se začne do nemocnice scházet spousta lidí s dýchacími obtížemi. Objevují se i první mrtví. Celá polovina naočkovaných (včetně Perny, která se zatím s doktorem Beckettem velmi sblížila) reaguje na lék negativně. Nicméně v referendu je jednoznačně odhlasováno proočkování celé populace i za cenu velkých ztrát.
Tým majora Shepparda se vrací na Atlantidu a loučí se se slovy: "Pokud se sem někdy vrátíme, pravděpodobně tady nenajdeme nikoho z vás."